# 웨슬리 맨
웨슬리 맨(Wesley Mann, 1959년 9월 6일 ~ )은 미국의 배우, 텔레비전 배우, 성우이다.
바예호에서 태어났다.

## 영화
- 소울 서퍼 (2011년) - 캘빈 역
- 댓츠 소 레이번 (2003년)
- 슬랙커즈 (2002년)
- 하지만 나는 치어리더예요 (1999년)
- 아카데미 보이즈 (1997년)
- 대포알탄 사나이 (1997년)
- 앵거스 (1995년)
- 쉐도우 (1994년)
- 이상한 나라의 앨리스 (1991년)
- 고독한 투쟁 (1989년)
- 두 얼굴의 탐정 (1989년)
- 새엄마는 외계인 (1988년)